# Do-Did-Done/아군으로 환생
〈Do-Did-Done/아군으로 환생〉(Do-Did-Done/あゝ君に転生 두-디-돈/아아기미니텐세이[*])은 BEYOOOOONDS의 여섯 번째 싱글이다. 2025년 1월 29일에 업프런트 워크스 (Zetima)에서 발매되었다.

## 개요
- 초회생산한정반 A · B · SP, 통상반 A · B의 다섯 가지 형태로 발매됐다. 초회생산한정반 A · B에는 Blu-ray Disc가 들어있다. 모든 초도 생산 한정반에는 이벤트 참가권이 봉입된다. 통상반의 모든 초도 사양에는 트레이딩 카드(통상반 A에는 〈Do-Did-Done
 / 두-디-돈〉(이하, ‘재 to 다이아몬드’), 통상반 B에는 〈あゝ君に転生〉
 / 고 시티고〉(이하, ‘아아기미니텐세이’), 의 각각의 의상의 솔로 12종+단체 1종 중에서 랜덤으로 1장)가 봉입되어 있다.
- 시마쿠라 리카의 마지막 참가 싱글이다.

## 발매일
| 국가 | 날짜            | 레이블 | 포맷                                    | 카탈로그 번호                      |
| ---- | --------------- | ------ | --------------------------------------- | ---------------------------------- |
| 일본 | 2025년 1월 29일 | Zetima | CD 맥시 싱글+DVD                        | EPCE-7895 ~ 96 (초회생산한정반 A)  |
| 일본 | 2025년 1월 29일 | Zetima | CD 맥시 싱글+DVD                        | EPCE-7897 ~ 98 (초회생산한정반 B)  |
| 일본 | 2025년 1월 29일 | Zetima | CD 맥시 싱글+DVD                        | EPCE-7899 ~ 00 (초회생산한정반 SP) |
| 일본 | 2025년 1월 29일 | Zetima | CD 맥시 싱글                            | EPCE-7901 (통상반 A)               |
| 일본 | 2025년 1월 29일 | Zetima | CD 맥시 싱글                            | EPCE-7902 (통상반 B)               |
| 일본 | 2025년 1월 29일 | Zetima | 다운로드 (AAC-LC)                       | UFDL-1547                          |
| 일본 | 2025년 1월 29일 | Zetima | 고음질 음원 다운로드 (FLAC 96kHz/24bit) | UFDL-1547-HR                       |